# 우루과이의 국가
Orientales, la patria o la tumba(→동방인들이여, 조국이 아니면 죽음을)는 우루과이의 국가이다. 프란시스코 아쿠냐 데 피게로아(Francisco Acuña de Figueroa)가 작사, 프란시스코 호세 데발리(Francisco José Debali)가 작곡하여 1845년 7월 19일에 발표된 이래 1848년 7월 25일에 국가로 제정되었다.

## 역사

### 작사
우루과이는 영국의 조정으로 아르헨티나와 브라질 간의 평화 협약 서명을 통해 1828년 독립하였다. 이에 따라 새로운 국가의 국기, 국장, 그리고 국가를 필요로 했다. 임시 주지사였던 호세 론도 다음으로, 프란시스코 아쿠냐 데 피게로아는 1830년 7월 18일에 국가의 초기 작성에 공동으로 찬성했고, 처음으로 우루과이가 새로운 국가임을 알리는 계기가 되었다. 하지만 공인되기까지는 3년이나 기다려야만 했다. 우루과이의 국가는 세계에서 가장 아름다운 찬송가의 하나로서, 여러 음악가들에 의해 연주되곤 했다.
1833년 7월 8일, 초대 대통령으로 당선된 프란시스코 아쿠냐 데 피게로아는, 프룩투오소 리베라에 의해 다시 제출했다. 처음부터 대부분 합의도 했지만, 그 시가 애국심을 갖고 있다고, 어떤 질문이 포함된 스페인, 포르투갈과 브라질에 대한 폭력으로 인해 그 계획이 무산되었다는 주장도 했다. 5월 25일에는 펠리페의 테아트로 산에서 갈라쇼를 열었고, 1833년 그의 시를 이용해 안토니오 사엔스에게 음악을 들려주었다. 이에 따라 18년만인 해의 7월 국가로 제정되었다.
1845년 7월 12일, 자신이 결국 최종 선택자가 될 것이라며, 구절의 변경을 채택했다. 프란시스코 아쿠냐 데 피게로아의 구문은 1절에 추가, 스페인, 포르투갈과 브라질에 관한 가장 어려운 시를 참조하여, "폭군은 떨어라!"는 구절로 더욱 더 유명해졌다. 노래의 가사는 4절의 합창에 추가되며, 10절은 8절과 11절을 포함하게 되었다. 그러나 현재는 3절까지만 존재한다.
한편, 프란시스코 아쿠냐 데 피게로아는 파라과이의 국가인 <파라과이인들이여, 조국이냐 죽음이냐>을 작사하기도 했다.

### 작곡
몇 년 동안 이 노래의 작곡가에 대한 논란이 있었다. 법정은 1848년 7월 26일, 진짜 작곡가를 페르난도 호세 퀴하노(1805년 ~ 1871년)로 승인하였다. 프란시스코 아쿠냐 데 피게로아가 아르헨티나의 시인 호세 말몰, 후안 마누엘 데 라 시에라하고 있었다는 이야기도 전해지기도 했다.
그러나, 이 음악이 교향곡의 관점에서 아주 잘 만들어졌다는 얘기는, 조화를 이루는 복잡한 노래와, 개타노 도니체티 루크레치아 보르기아 및 조아치노와 같은 이탈리아의 아마추어 음악가를 바탕으로 해서 왔다고 한다. 그것은 대부분 믿을 수 있었다. 헝가리에서 태어난 이탈리아의 교육학자 프란시스코 호세 데발리(헝가리어: Ferenc József Debály 페렌크 요제프 데발리[*], 1793년 ~ 1859년)에 의해, 결정적인 개입을 했다는 의심의 여지가, 1838년 그가 몬테비데오에 와서 피에드몬트 군사들을 훈련시켰다는 데서 알려지게 되었다.
만약에, 오늘날 페르난도 호세 퀴하노가 작곡했으면 좋았을 것이다. 하지만, 프란시스코 호세 데발리는 그것을 명확한 교향곡과 오페라로 만들었다. 그러나 일부 작곡가의 의견에 따르면, 구절의 멜로디가 개타노 도니체티 루크레치아 보르기아의 어느 오페라의 첫 구절과 비슷하다는 점에서, 표절이 틀림없다고 주장한다. 그것은, 프란시스코 호세 데발리가 아직도 이탈리아에 있는 밀라노의 테아트로 델라 스칼라 극장에 1833년 12월에 반환되었을 가능성이 있다는 것이다. 그 말은 즉슨, 페르난도 호세 퀴하노의 작품을 알고 그랬다는 이유만으로, 그것을 요약한 그에게 창작이 거의 불가능했다는 것임을 주장하고 있다. 다른 이야기로, 페르난도 호세 퀴하노는 프란시스코 호세 데발리가 스페인어로 쓰고 해석했다는 주장도 있다. 1855년, 어느 언론 출판 편지에 이런 내용이 쓰여 있었다.
| “ | 프란시스코 호세 데발리는 페르난도 호세 퀴하노에게 이렇게 말했다. "네가 그랬던, 아니면 내가 그랬던, 그녀가 그 노래를 수정하는데 불편했으며, 곤란하다가 결국 우릴 싫어하게 된 건 마찬가지이다." | ” |

현재의 국가는 1845년 7월 18일, 리오그란데와 몬테비데오에서 제정되었다. 90여년 후인 1938년 5월 20일, 새로운 법령으로 베노네 제라르 그라소와 칼카베키아에게 조치를 한다고 소개했다.
프란시스코 호세 데발리는 파라과이의 국가를 작곡하기도 했다.

## 노래

### 스페인어가사
후렴

𝄆 ¡Orientales, la Patria o la Tumba!

¡Libertad o con gloria morir! 𝄇

¡Es el voto que el alma pronuncia,

Y que heroicos sabremos cumplir!

𝄆 ¡Es el voto que el alma pronuncia,

Y que heroicos sabremos cumplir!

¡Que sabremos cumplir! 𝄇

𝄆 ¡Sabremos cumplir! 𝄇

¡Sabremos cumplir!

I

𝄆 ¡Libertad, libertad, orientales!

Este grito a la Patria salvó.

Que a sus bravos en fieras batallas

De entusiasmo sublime inflamó. 𝄇

De este don sacrosanto la gloria

Merecimos: ¡tiranos, temblad!

𝄆 ¡Tiranos, temblad! 𝄇

Libertad en la lid clamaremos,

Y muriendo, ¡también libertad!

Libertad en la lid clamaremos,

𝄆 Y muriendo, ¡también libertad!

Y muriendo, ¡también libertad! 𝄇

𝄆 ¡También libertad! 𝄇

### 한국어해석
후렴

𝄆 동방인들이여, 조국이 아니면 죽음을!

자유가 아니면 영광스러운 죽음을! 𝄇

이는 우리의 영혼으로써 표명한 맹세일지니,

우리는 용맹하게 이를 완수하리라!

𝄆 이는 우리의 영혼으로써 표명한 맹세일지니,

우리는 용맹하게 이를 완수하리라!

이를 완수하리라! 𝄇

𝄆 완수하리라! 𝄇

완수하리라!

1절

𝄆 자유를, 자유를, 동방인이여!

이 외침이 우리 조국을 지키는도다.

격렬한 전투 속 그의 용감한 전사들의

숭고한 열정에 넘친 외침이니! 𝄇

이 영광의 거룩한 선물이 우리에게

내려졌으니: 폭군은 떨지어다!

𝄆 폭군은 떨지어다! 𝄇

자유를! 우리는 전장에서 이같이 외치리니,

죽어가며 외치리라, 다시 자유를!

자유를! 우리는 전장에서 이같이 외치리니,

𝄆 죽어가며 외치리라, 다시 자유를!

죽어가며 외치리라, 다시 자유를! 𝄇

𝄆 다시 자유를! 𝄇